# Клітинне дихання

Основні етапи клітинного дихання (вихідні речовини на зеленому тлі, продукти (крім АТФ) — на рожевому)

Кліти́нне або ткани́нне ди́хання — сукупність біохімічних реакцій живих організмів, що протікають у клітинах, в ході яких відбувається окиснення вуглеводів, ліпідів і амінокислот. Вивільнена енергія запасається в хімічних зв'язках макроенергетичних сполук (АТФ та ін.) і може бути використана в міру необхідності.
Реакції клітинного дихання входять до групи процесів катаболізму.
У більшості організмів (аеробні організми) окиснення протікає з використанням кисню (O2) як акцептора електрона до вуглекислого газу і води (аеробне дихання). У інших організмів (анаеробні організми) можуть використовуватися інші, зазвичай органічні, речовини як акцептор електрона (анаеробне дихання).
Про фізіологічні процеси транспортування кисню до клітин багатоклітинних організмів і видаленню з них вуглекислого газу див. статтю Дихання.